# Raisin City (Kalifornija)
Raisin City je naseljeno područje za statističke svrhe u američkoj saveznoj državi Kalifornija. Prema popisu stanovništva iz 2010. u njemu je živjelo 380 stanovnika.